# Instituto Nacional
Het Instituto Nacional General José Miguel Carrera (Nederlands: Nationaal Instituut Generaal José Miguel Carrera) is een instelling voor middelbaar- en hoger onderwijs in Santiago, Chili. Het Instituto Nacional is alleen toegankelijk voor jongens.
Het Instituto Nacional werd op 10 augustus 1813 opgericht en is de oudste instelling voor hoger onderwijs in Chili. Het Instituto Nacional grenst aan de campus van de Universiteit van Chili en veel studenten die aan het Instituto Nacional onderwijs volgen vervolgen hun opleiding aan de Universiteit van Chili.
Het Instituto Nacional geldt volgens velen als de meest prestigieuze (openbare) school van het land.

## Alumni
Onder de alumni telt men veel oud-presidenten van Chili, alsook veel intellectuelen. Andrés Bello, een van de oprichters van de Universiteit van Chili, volgde onderwijs aan het Instituto Nacional.
Oud-presidenten van Chili die onderwijs genoten aan het Instituto Nacional:
- Manuel Bulnes Prieto (1841–1851)
- Manuel Montt Torres (1851–1861)
- José Joaquín Pérez Mascayano (1861–1871)
- Federico Errázuriz Zañartu (1871–1876)
- Aníbal Pinto Garmendia (1876–1881)
- Domingo Santa María González (1881–1886)
- José Manuel Balmaceda Fernández (1886–1891)
- Federico Errázuriz Echaurren (1896–1901)
- Germán Riesco Errázuriz (1901–1906)
- Pedro Montt Montt (1906–1910)
- Ramón Barros Luco (1910–1915)
- Juan Luis Sanfuentes Andonaégui (1915–1920)
- Emiliano Figueroa Larraín (1925–1927)
- Pedro Aguirre Cerda (1938–1941)
- Jorge Alessandri Rodríguez (1958–1964)
- Salvador Allende Gossens (1970–1973)
- Ricardo Lagos Escobar (2000–2006)